# آيو ساراسواتي
بوتو أيو ساراسواتي (من مواليد 6 يوليو 1997) هي سفيرة الجمعية الاستشارية الشعبية الإندونيسية، عارضة أزياء وحاملة لقب ملكة جمال فازت بلقب بوتري إندونيسيا لينكونان 2020. منذ عام 2020 ، تشغل منصب السفيرة والمجلس الاستشاري لوزارة تمكين المرأة وحماية الطفل في جمهورية إندونيسيا  ووزارة البيئة والغابات في جمهورية إندونيسيا ، عملت على مناصرة تمكين المرأة وحماية الطفل ورعاية المسنين والكوارث الطبيعية وبرامج الرعاية الصحية المجانية. تعتبر ساراسواتي ثاني متسابقة من بالي يتم تتويجه على الإطلاق بلقب بوتري إندونيسيا لينكونان بعد أيو دياندرا ساري تجاكرا في عام 2009. كان من المتوقع أن تمثل إندونيسيا في مسابقة ملكة جمال الدولية 2022، لكنها انسحبت من المسابقة.